# You and Me (Babe)
«You and Me (Babe)» es una canción del músico británico Ringo Starr, publicada en el álbum de estudio Ringo en 1973. El tema, compuesto por George Harrison, antiguo compañero de The Beatles, junto a Mal Evans, apareció como última canción del álbum y sirvió como una despedida por parte de Starr a su público a modo de final, haciendo referencia a la elaboración del álbum. Durante el extenso final de la canción, Starr realiza un discurso en el que da las gracias a los músicos y al personal de estudio que le ayudó con la grabación de Ringo, incluyendo a John Lennon, Paul McCartney y su productor Richard Perry.
La grabación de «You and Me (Babe)» cuenta con una serie de solos de guitarra realizados por Harrison, así como el apoyo de músicos como Nicky Hopkins y Klaus Voormann. Jack Nitzsche y Tom Scott contribuyeron a los arreglos musicales de la canción.

## Composición
Amigo de The Beatles desde la década de 1960, Klaus Voormann sugirió que Ringo, el primer álbum de rock de Ringo Starr, tuviese un espíritu semejante al de The Concert for Bangladesh de buena voluntad entre los colaboradores de Starr en el proyecto. Además de antiguos compañeros de The Beatles y el propio Voormann, la grabación incluyó a Mal Evans, roadie del grupo y A&R de Apple Records desde finales de la década de 1960. Evans también fue representante del grupo Splinter, un dúo de South Shields que comenzó a trabajar con George Harrison en 1973 en la banda sonora de Little Malcom, un largometraje de Apple Films. En marzo del mismo año, una vez empezadas las sesiones de Ringo en Hollywood, Harrison y Evans compartieron una casa en Los Ángeles y escribieron una canción para el disco de Starr titulada «You and Me (Babe)». Evans tenía un esbozo de lo que él llamó «una canción meditativa» y pidió a Harrison que le ayudara con la melodía.
Nicholas Schaffner, biógrafo de The Beatles, describió la canción como «una despedida del mundo del espectáculo» dado que la letra permitía a Starr despedirse del oyente:

For me and you, babe, it's the end of our date 
 Me and the band, babe, all thought it was great 
 To entertain you 
 But it's getting late and it's time to leave.

El autor Ian Inglis notó similitudes entre «You and Me (Babe)» y las canciones de The Beatles «Sgt. Pepper's Lonely Heats Club Band» y «Good Night», por la incorporación de elementos compositivos mediante el cual el artista se dirige directamente a su público. En los dos puentes, la letra hace referencia a la agradable atmósfera característica de las sesiones de Los Ángeles, especialmente en los versos «I wanna tell you the pleasure really was mine / Yes, I had a good time, singing and drinking some wine», antes de concluir el segundo puente con un mensaje para el oyente:

Though I may not be in your town 
 You know that I can still be found 
 Right here on this record spinning round ...

Otra referencia al álbum se incluye en la parte hablada de Starr: «Well, it's the end of the night and I'd just like to say thank you to everyone involved in this piece of plastic we're making ...». A continuación, cita a los principales músicos de sesión de Ringo –el batería Jim Keltner, Klaus Voormann y el teclista Nicky Hopkins– antes de agradecer igualmente a sus antiguos compañeros de The Beatles, George Harrison, John Lennon y Paul McCartney, así como al productor Richard Perry, al ingeniero Bill Schnee y al compositor Vini Poncia.
El autor Robert Rodríguez vio el papel de Harrison en la finalización de «You and Me (Babe)» como una «ayuda a la incipiente carrera como compositor» de Evans, quien también coescribió «Lonely Man» del grupo Splinter durante la época. Evans también colaboró con McCartney en 1967 en las letras del álbum de The Beatles Sgt. Pepper's Lonely Hearts Club Band, aunque no fue acreditado oficialmente.

## Grabación
Después de llegar a Los Ángeles el 10 de marzo, George Harrison admitió estar «noqueado» por la calidad del demo que Starr había grabado en los Sunset Sound Recorders la semana anterior. Harrison tocó en «I'm the Greatest», la contribución de John Lennon a Ringo, así como en las dos canciones que compuso para Starr: «Photograph» y «Sunshine Life for Me (Sail Away Raymond)». La pista básica de «You and Me (Babe)» fue también grabada durante estas sesiones, que duraron hasta el 27 de marzo, con una formación que incluyó a Starr (batería), Harrison (guitarra eléctrica), Hopkins (piano eléctrico), Poncia (guitarra acústica) y Voormann (bajo).
Los instrumentos añadidos a la pista básica incluyeron una marimba, tocada por Milt Holland. Subrayando el papel de la canción como último tema del álbum, «You and Me (Babe)» también incluyó una orquestación y una sección de vientos. Esta última, tocada y arreglada por Tom Scott, fue grabada en los Sunset Sound el 12 de mayo, mientras que la orquestación fue añadida por Jack Nitzsche el 29 de junio en los Burbank Studios propiedad de Warner Bros. Records.

## Personal
- Ringo Starr: voz, batería y percusión
- George Harrison: guitarra eléctrica
- Nicky Hopkins: piano eléctrico
- Vini Poncia: guitarra acústica
- Klaus Voormann: bajo
- Milt Holland: marimba
- Tom Scott: saxofón
- Jack Nitzsche: orquestación